# Pelourinho de São João de Areias

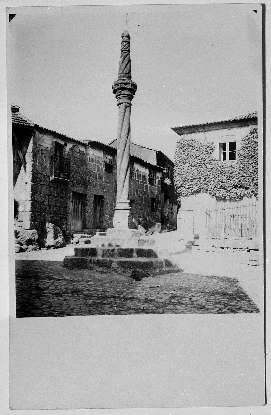
Pelourinho de S. João de Areias - foto antiga da DGEMN

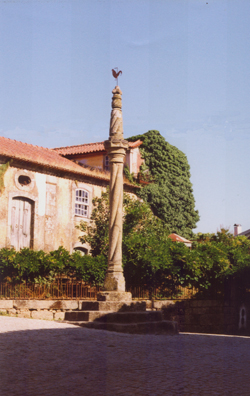
Pelourinho de S. João de Areias - na década de 1990

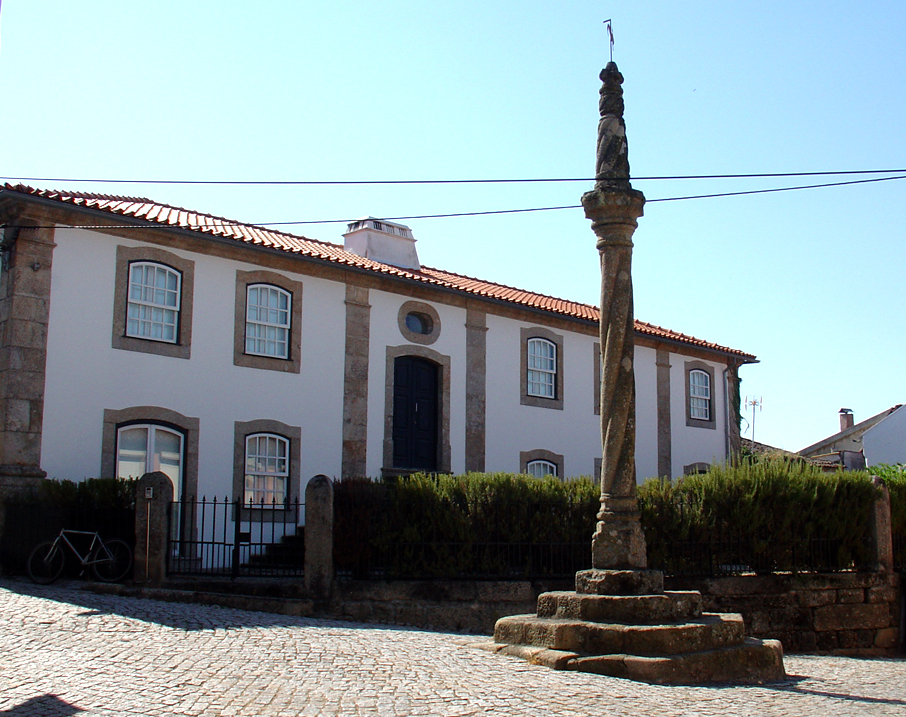
Pelourinho de S. João de Areias - em 2012

O Pelourinho de São João de Areias localiza-se na freguesia de São João de Areias, município de Santa Comba Dão, distrito de Viseu, em Portugal.
Foi erigido no século XVI, devendo ser contemporâneo do foral manuelino de 10 de Abril de 1514 concedido ao antigo concelho de São João de Areias. Inicialmente era símbolo da autonomia e da jurisdição de um concelho.
Classificado como sendo do "tipo em pinha", está protegido desde 1933 como Imóvel de Interesse Público.

## Localização
Na Vila de São João de Areias, passada a Praça da República está o imponente pelourinho do antigo concelho, com cerca de 6 metros, com proporções harmoniosas e apurado trabalho nos pormenores.
É obra de um canteiro desconhecido, em nada inferior aos que acabaram de torcer as cordas na abóbada da Catedral da Sé de Viseu. O artista dominou o granito duro e difícil de trabalhar da região.

## Descrição
O pelourinho de São João de Areias é constituído, como a maioria, por 4 partes: uma plataforma, composta por quatro degraus, uma base no centro da plataforma, uma coluna constituída por três elementos (base, fuste e capitel) e um remate, peça decorativa em pinha.
Conforme Mário Guedes Real: "...é constituído por quatro degraus oitavados de talhe singelo e regulares em altura. Sobre o trono por eles formado ergue-se a base cúbica da coluna, de cantos superiores chanfrados, na qual repousa o plinto redondo, em escócia limitada por moldura toral e varinha. O fuste, de esbelto galbo, é do tipo de vara encordoada, dextritorsa, de quatro vergas nascendo a prumo dos ângulos da base e espiralados numa volta inteira. Capitel em gola bem pronunciada, entre molduras de astrágalo estreitas, de secção sensivelmente crescente. Ábaco largo, de oito faces, suportando o remate cónico, de dois troços igualmente em espiral torcida à direita, separados por pequena gola, sendo o primeiro de oito ramos e de muito maior altura que o segundo que seis estrias levemente decoram. Coruchéu de quatro bolas cantonais, sobre um anel destacado e rematado por botão donde emerge a grimpa de ferro com galo de cata-vento a modo de campanário...”.

## Função dos pelourinhos
Na Idade Média a instituição do foral (ou concelho) era acompanhada da edificação de um pelourinho, símbolo da autonomia e da jurisdição de um concelho; no século XV e na primeira metade do século XVI, segundo alguns historiadores, os pelourinhos deixam de estar associados à execução da justiça e adquirem um carácter prioritariamente simbólico e artístico, nomeadamente durante o reinado de Dom Manuel I, funcionando assim, como símbolo da presença do poder régio, peça a juntar às Ordenações Manuelinas (nova colectânea reformada das leis do reino) e à Reforma dos Forais, na tentativa de centralização do poder.
No entanto, apesar do pelourinho de São João de Areias ter funcionado como símbolo régio, funcionou também como de poste de justiça. Dois orifícios, um na base com um ferro engastado e outro no fuste, indicam os locais onde estiveram cravados ganchos ou argolas de ferro, a que amarravam, pelas pernas e pelo peito, os delinquentes e criminosos expondo-os durante algum tempo e em determinados dias, nomeadamente em dias de mercado, ao escárnio e à vergonha pública - “exposição no pelourinho” - e onde eram açoitados ou mutilados consoante a gravidade do delito e os costumes da época.
Aliás, ainda no século XIX se associava à execução da justiça. A quando da 3ª Invasão Francesa, (da Guerra Peninsular)  a população destes sítios foi alertada para abandonar as suas aldeias a fim de evitar a acção dos invasores. Por aqui passaram entre os dias 20 e 22 de Setembro de 1810. Pilharam o que lhes foi possível, furando pipas a tiro, fazendo luz à custa de azeite e de lençóis a servirem de torcida, etc. Um senhor, já velho, decerto incapaz de aguentar a jornada para outros sítios, escondeu-se no telhado da sua casa, defronte do pelourinho, carregou a sua arma e murmurou: «Não hei-de morrer sem matar um francês! ». O tiro partiu, se matou ou não o francês não se sabe, sabe-se, isso sim, que os soldados rapidamente o apanharam, amarraram ao pelourinho e o torturaram até à morte!

## Câmara e edificação do pelourinho
Os pelourinhos localizavam-se no interior das vilas, normalmente em frente do edifício da câmara.
A Casa da Câmara do antigo concelho de São João de Areias no século XVI, deveria pois situar-se, se existia, na actual Praça Silva Carvalho, onde se ergue o pelourinho, isto supondo, como tudo leva a crer, que o local onde se situa o pelourinho é o original.
A Câmara do concelho de São João de Areias deveria ser constituída por um Juiz Ordinário, por dois Vereadores, um Procurador do Concelho e outros oficiais, alguns deles referidos no Foral Manuelino. Eram eleitos localmente, pelos homens-bons do concelho, sendo sorteados a partir de uma pauta com os “elegíveis” da terra. Os eleitos eram confirmados pelos Corregedores das Comarcas, que tinham por missão fiscalizar a administração concelhia, ou pelos Desembargadores da Corte. O Senhorio (Bispo de Viseu) não se poderia intrometer; nomeava, no entanto, o Ouvidor a quem cabia uma “justiça intermédia”, entre os juizes da terra e os tribunais régios. Os membros da Câmara eram anualmente renovados.
Às câmaras, diz-nos Romero Magalhães, cabia as tarefas judiciais e administrativas, tendo-lhes sido, na época, delegadas as tarefas de cobrança das sisas, de alistar os moradores para a constituição de Ordenanças e escolher os oficiais de entre os que residiam nos concelhos, de desenvolver infra-estruturas no campo sanitário e na defesa contra as epidemias e, nos aspectos económicos, foi-lhes delegado o poder de decidir sobre a fixação de taxas de géneros alimentares e outros, bem como regulamentar a entrada e a saída desses bens tendo em vista o abastecimento da terra.
Os antigos pelourinhos eram erigidos a expensas dos concelhos, sem obedecer a um critério uniforme, antes na dependência da habilidade do pedreiro ou da quantia para isso disponível.
Os da primeira metade do século XVI são considerados por alguns historiadores produtos de encomenda régia, servindo como catálogos/mostruários dos principais motivos ornamentais usados pelo manuelino; o pelourinho de S. João de Areias terá seguido esta regra. Faz-nos lembrar as colunas do portal da Capela de S. Miguel, da Universidade de Coimbra, ou as colunas da janela manuelina da denominada “Casa de D. Duarte” em Viseu, com as quais mostra notáveis semelhanças no desenho da  escócia, no encordoado do fuste e no ábaco.